# Philippe-Joseph Salazar
Philippe-Joseph Salazar nasceu em 1955 em Casablanca, Protetorado Francês do Marrocos. Retórico e filósofo francês.

## Biografia
Ele estudou no Liceu Louis-le-Grand (f. 1563), em Paris. Ex-aluno da École Normale Supérieure, em Paris, e ex-diretor no Collège international de philosophie, Paris, fundado por Jacques Derrida. Atualmente, Professor Distinguido de Retórica da Faculdade de Direito da Universidade da Cidade do Cabo.
Ele recebeu em 2008 o Prêmio Harry Oppenheimer o primeiro prémio de excelência na investigação em África en:Harry_Oppenheimer_Fellowship_Award.
Ele foi aluno de Louis Althusser, Emmanuel Levinas, Roland Barthes, Maurice Duverger, Michel Maffesoli e Marc Fumaroli.
Na primeira fase do seu trabalho lidava com as formas culturais de voz (ópera, oral, sexo), que publica uma investigação inovadora. Já em 1995, os críticos elogiaram sua exploração das bases retóricas da sociologia francesa (Durkheim e Tarde). Ele é creditado por ter promovido a restauração da retórica soldagem de filosofia políticarevistaretor, antropologia cultural e de leadership.
Durante a última década, o seu trabalho na retórica em geral e, em particular, a ideologia do Apartheid e à retórica de construção subsequente de reconciliação e Ubuntu na África do Sul, e Argentina  tem sido reconhecida como um ponto de viragem no estudo da retórica (tradução francesa e análise do Relatório da Comissão de Verdade e Reconciliação).
Sob a assinatura "Rhéteur Cosmopolite" Salazar tem uma coluna de política no Les Influences e um blog em Yale Books Unbound.  Prémio Bristol des Lumiéres 2015 por seu livro sobre a retórica do terrorismo jihadista .

## Publicações

### Livros
- La déroute des idées. Appel à la résistance, Paris, Piranha, 2021.
- Suprémacistes. Enquete mondiale sur la droite identitaire, Paris, Plon, 2020.
- Words are Weapons. Inside ISIS's Rhetoric of Terror, Yale UP, 2017.
- Palabras armadas, Barcelona, Anagrama, 2016
- Paroles Armées. Comprendre et Combattre la Propagande Terroriste, Paris, Lemieux Editeur, 2015 [ISBN 978-2-37344-029-4]
- Lesa Humanidad (con Claudia Hilb y Martin Lucas), Katz Editores, Madrid, 2014 [ISBN 978-84-15917-06-9]
- Rhetoric in South America (comp. con M A Vitale), AfricaRhetoric Publisher, 2013 (eBook ISBN 978-0-620-56678-0)
- De l'art de séduire l'Electeur indécis, Paris, Bourin, 2012.
- Paroles De Leaders. Décrypter le Discours des Puissants, Paris, Bourin Editeur, 2011.
- (Ed.) Gender Rhetoric: North-South, Windhoek, PolyPress, 2010.
- L'hyperpolitique. Une passion française, Paris, Klincksieck, 2009.
- (Ed. Et al.) Women's Rhetoric. Argumentative Strategies, Astorp, Retorikförlaget , 2009.
- Truth and Reconciliation in South Africa. The Fundamental Documents, Capetown, New Africa Books/David Philip, 2008.
- Mahomet, Paris, Klincksieck, 2005.
- (Ed.) Adam Mickiewicz, Les Slaves, Cours du Collège de France 1842, Paris, Klincksieck, 2005.
- (Ed.) Amnistier l’apartheid, Paris, Le Seuil, 2004.
- (Ed.) François de La Mothe Le Vayer. De la patrie et des étrangers et autres traités sceptiques, Paris, Desjonquères, 2003.
- L’Art de parler. Anthologie de manuels d’éloquence, Paris, Klincksieck, 2003.
- An African Athens. Rhetoric and the Shaping of Democracy in South Africa, Mahwah, NJ/London, Lawrence Erlbaum Associates, 2002.
- La Divine Sceptique. Éthique et rhétorique au XVIIe siècle, Tübingen, Gunter Narr Verlag, 2000.
- (Ed. et al) Le Loisir Lettré à l'âge classique, Genebra, Droz, 1996.
- Le Culte de la voix au XVIIe siècle. Formes esthétiques de la parole à l'âge de l'imprimé, Paris-Genebra, Champion-Slatkine, 1995.
- (Ed.) Mémoires de Pierre Daniel Huet , Paris/Toulouse, Klincksieck/SLC, 1993.
- (Ed.) Projet d'éloquence royale de Jacques Amyot, Paris, Les Belles Lettres, 1992.
- Du Graphe, or De Arte Graphica de Charles Alphonse Du Fresnoy, Paris, L'Alphée, 1990.
- L'intrigue raciale. Essai de critique anthropologique, Paris, Méridiens Klincksieck.
- Idéologies de l'opéra, Paris, Presses universitaires de France, 1980.

### Artigos
- "A vos humana na era das redes sociais", (dialogo com Carlos Piovezani), Cadernos de Estudos Linguisticos, 58.1,  pp. 167/178, jan./abr. 2016, Universidade de Campinas.
- “Tomar o poder pela palavra: elementos de fabricação da retórica eleitoral”, EID&A – Revista Eletrônica de Estudos Integrados em Discurso e Argumentação 9, 2015

### Revistas (Editor)
- "Philosophy and Rhetoric in France Today", Philosophy & Rhetoric, 42 (4) , 2009.
- "Trente années de recherches rhétoriques", Dix-Septième Siècle, LIX (3), no. 236, 2007.
- "The Rhetorical Shape of International Conflicts", Javnost-The Public, 12 (4), 2005.
- "Vérité, réconciliation, réparation",  Le Genre Humain, 43, 2004,.
- "Truth in Politics",  Quest. African Journal of Philosophy/Revue Africaine de Philosophie, XVI (1-2), 2004.
- "Democratic Rhetoric and The Duty of Deliberation", Javnost-The Public, 8 (3), 2001.
- "Institution de la parole en Afrique du Sud", Rue Descartes, 17, 1997.